# IOK-1
IOK-1是已知最古老並且距離最遙遠的星系之一，距離我們有128.8億光年遠。它在2006年4月被家正則使用日本國家天文臺在夏威夷的昴星團望遠鏡所發現。它發射出的萊曼α譜線紅移高達6.96，相當於在大爆炸之後7億5000萬年的時間。雖然有些科學家宣稱有更古老的天體（例如阿貝爾1835 IR1916星系）存在，然而目前對IOK-1其年齡及構成的所知還是比較可信的。

"IOK"的字源來自三位觀測者Iye（家正則）、Ota（太田）、和Kashikawa（柏川）的英文名字的第一個字母組合。